# Rap metal
O rap metal (também chamado de rap-metal e rapmetal) é um gênero musical criado no início da década de 1980 nos Estados Unidos, tendo como base artistas de rap rock. O rap metal funde principalmente os elementos do hip hop ao heavy metal, mas é frequentemente influenciado por outros estilos como hard rock, vários dos subgêneros do rap, metal alternativo, etc.
As origens do gênero se datam ao ano de 1984, com as canções "Rock Box", do Run-D.M.C. e "Rock Hard", do Beastie Boys. Inspirados em tais músicas, muitos artistas da segunda metade da década de 1980 começaram a misturar metal com o rap, aumentando consideravelmente a sua popularidade. Na década de 1990, o rap metal alcançou o seu ponto de maior sucesso, impulsionado por bandas como Rage Against the Machine, com letras precursoras, e Anthrax, que incorporou o rap no thrash metal. No início da década de 2000, o gênero sofreu um ponto importante de saturação, reconstituído por artistas como P.O.D., Limp Bizkit e o bem-sucedido álbum Hybrid Theory, do Linkin Park. Finalmente, no meio desta década, especialmente no ano de 2004, o rap metal sofreu um declínio causado pela separação de algumas bandas, e a mudança de estilo para o metal e o rock alternativo.
Desde sua permanência no cenário musical mainstream, principalmente a partir de meados da década de 1990, o rap metal tem sido frequentemente confundido e familiarizado com outros gêneros, dentre eles o rap rock, o rapcore e o nu metal. Ele também influenciou e tem uma grande semelhança com o funk metal.

## História

### 1984: Primórdios

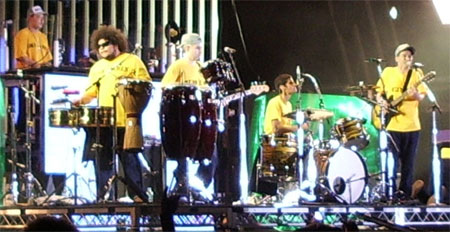
Beastie Boys, um dos precursores do rap metal.

O rap metal se originou no mundo a partir do rap rock, que é fusão de gêneros vocais e instrumentais entre os elementos do hip hop com o rock. As raízes do gênero se baseiam tanto nos artistas de hip hop quanto nas canções de heavy metal, como os Beastie Boys, Cypress Hill e Run-D.M.C., assim como as bandas de rock que fundiram-se com o heavy metal com as influências de hip hop, como 24-7 Spyz e Faith No More.
Embora o termo é associado frequentemente com artistas do rap metal que surgiram em 1990 ou 2000, a fusão do rap e heavy metal na verdade é dos anos 1980. Foi em 1984 que as primeiras canções de rap metal foram lançadas: «Rock Box» de Run-D.M.C. e «Rock Hard» dos Beastie Boys (esta última com influência de «Back in Black» de AC/DC). Apesar da relação entre estes artistas nova-iorquinos, seus antecedentes têm uma grande diferença; Run-D.M.C. sempre foi uma banda de rap, enquanto que os Beastie Boys começaram como uma de punk, evoluindo com o tempo em uma de rap experimental (fundindo com distintos estilos musicais, como rapcore e rap rock). O que ambos os grupos tinham em comum era a capacidade de encontrar a relatividade entre o rap e o metal (e hard rock), caracterizando-se por letras muito rebeldes e sem restrição. Suas canções de 1984, «Rock Box» e «Rock Hard» foram bastante revolucionárias no momento, sendo muito raro escutar MCs com elementos de heavy metal (como o uso de guitarra eléctrica), porque antes de isto havia uma grande rivalidade entre estes gêneros; antes disso, os gêneros de rap/hip hop só se utilizavam dos gêneros musicais funk e disco.

### 1985-1989: Desenvolvimento e popularização

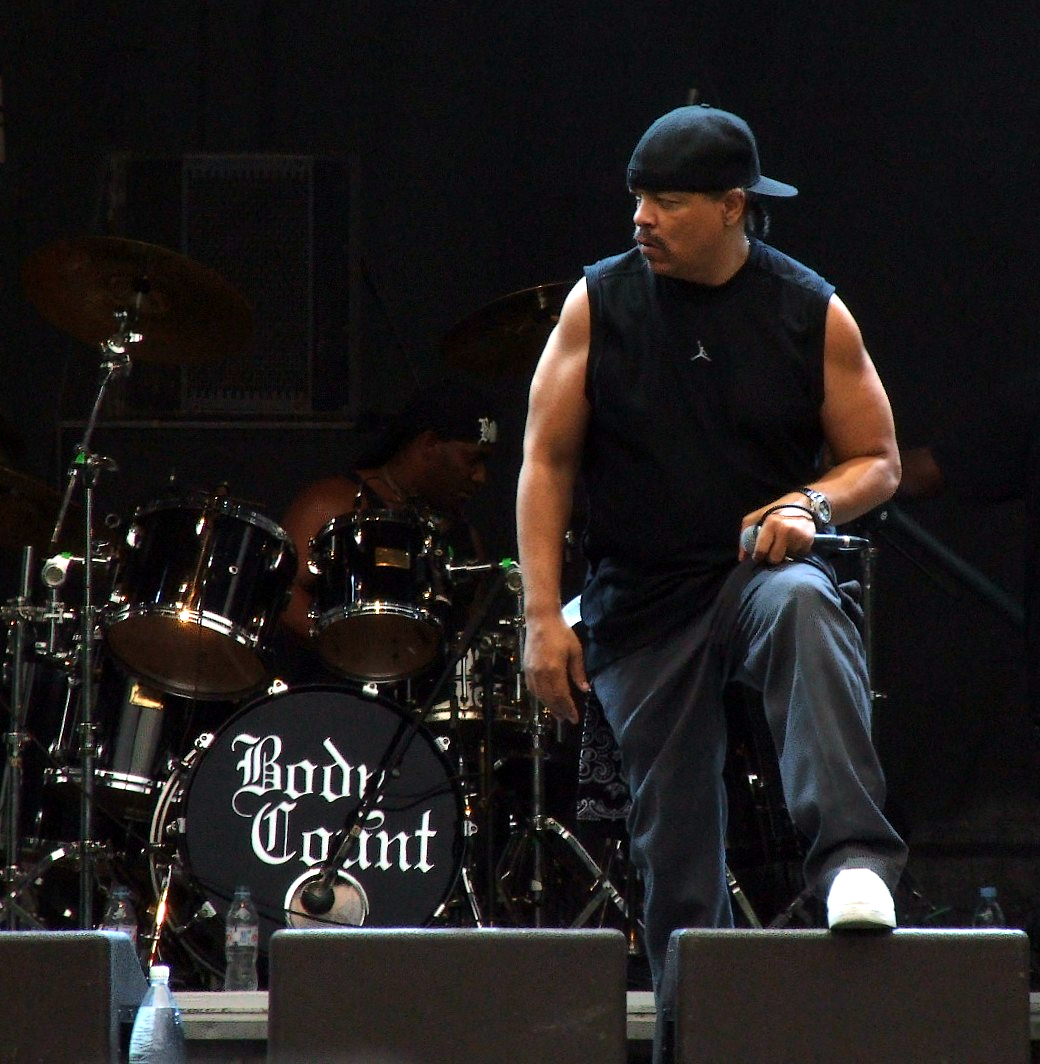
Ice-T e Body Count

Depois dos primeiros lançamentos do rap metal em 1984, muitos rappers da década de 1980 se inspiraram em fazer gravações introduzindo metal e hard rock dentro do hip hop, aumentando em grande maneira o escasso êxito que existia dentro do gênero. Nesta época se destacaram os artistas L.L. Cool J («Go Cut Creator Go»), Whodini («Fugitive»), Public Enemy («Sophisticated Bitch»), D.O.C. («Beautiful But Deadly») e Fat Boys («Rock-N-Roll»), mas o inovador neste estilo foi o gangsta rapper Ice-T, que regravou  «War Pigs» da banda de heavy metal Black Sabbath no seu álbum de estreia Rhyme Pays, e «Magic Man» da banda de rock Heart no seu álbum Personal.
Anthrax foi um dos primeiros grupos que introduziu o rap dentro do metal - especificamente no thrash metal. Em 1987 colaboraram con os rappers de UTFO na canção «Lethal», consagrando-se no estilo. Nesse mesmo ano, lançaram o single «I'm the Man», que mesclou metal, rap e punk. Posteriormente, nos anos 90 começaram seu salto no gênero com «Bring the Noise».
Ainda assim, esta mescla entre rap e metal não é totalmente nova, pois já em 1975 havia a canção «Walk This Way» de Aerosmith, uma canção de hard rock que continha influências de rap, que em 1986 seria versionada pela dupla Run-D.M.C. Por sua parte, a cantora de hard rock Joan Jett deu seu "Grande golpe" em 1986 com a canção «Black Leather». Também destaca-se o single do ano 1988 de Sir Mix-a-Lot e Metal Church, «Iron Man», baseado na canção homônima de Black Sabbath. Em 1986 teve o álbum Licensed to Ill dos Beastie Boys, que deu um grande salto no desenvolvimento e popularização de vários gêneros: tanto no rapcore e rap rock como no rap metal. No final dos anos 1980, principalmente as bandas de funk metal incursionaram com este estilo, entre elas Red Hot Chili Peppers, Living Colour, Faith No More y 24-7 Spyz.
Os holandeses Urban Dance Squad vinham exercendo desde 1986 uma mescla entre rock, rap, punk, ska, folk, hip-hop e soul, que marcou a tendência musical que prevaleceu nos anos 1990. Seu primeiro disco, intitulado Mental Floss for the Globe e editado em 1990, também adicionou o metal em suas canções.

### 1990-2004: Época dourada

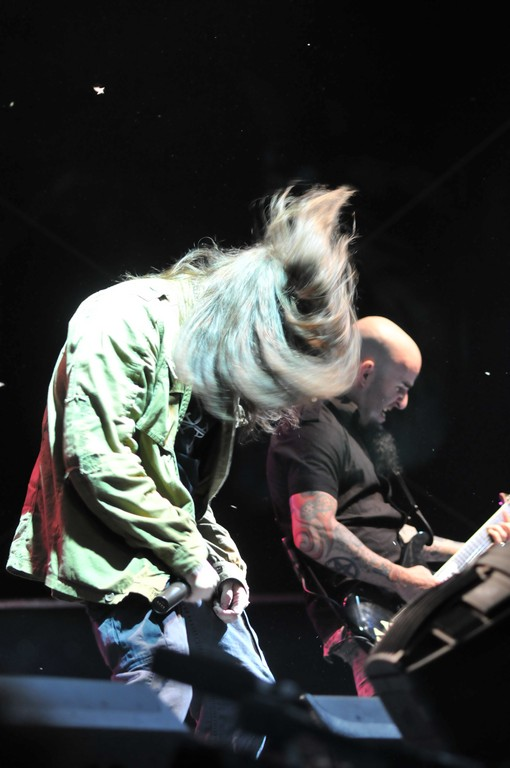
Anthrax, banda pioneira em incorporar rap no thrash metal.

No final da década de 1990 e início dos anos 2000 o estilo teve seu maior êxito e popularidade. Em 1990 nasceu a controvertida banda Rage Against the Machine, conhecida por criar um movimento musical de protesto, considerada como uma das bandas pioneiras e mais populares no gênero rap metal. O rapper de Detroit, Esham ficou conhecido por seu estilo autodenominado «acid rap» (rap ácido), uma fusão de rap com influências de death metal, com um som que foi muitas vezes baseado no rock e metal. A partir deste ano, 311 começou a lançar seus trabalhos discográficos, os quais eram trabalhos de metal fundido com funk, rap e reggae. Posteriormente vieram bandas como Limp Bizkit e Linkin Park que levaram o Rap/Rock ao mainstream, atingindo um público gigantesco e sendo uma forte característica do controverso gênero Nu Metal.

## Características
Além do hip hop, heavy metal e derivados, o rap metal é muito diversificado no som, incorporando influências de diversos gêneros como hard rock, hardcore punk, funk, rock alternativo, reggae e pop. A Allmusic como "duro; baterias com ritmos pesados e riff pesados, que em algumas ocasiões imitam o beatbox e o scratch." A instrumentação do rap metal varia bastante de banda para banda, mas a formação típica consiste em um vocalista, um guitarrista, um baixista, um baterista, um DJ e/ou qualquer outro instrumentalista eletrônico (habitualmente um sampler e um tecladista, mas geralmente um único músico reúne tais funções).

### Voz
Basicamente o rap metal não foca a "complexidade" rítmica e linguística do rap, porém permite ao rapper atingir uma catarse, invés de cantar naturalmente as canções. Em geral, o contexto vocal se baseia em versos rápidos e refrões simples, enquanto possui uma variedade de efeitos, incluindo vocais guturais, gritos, vozes melódicas, vozes irregulares e influências do funk americano.

### Guitarra

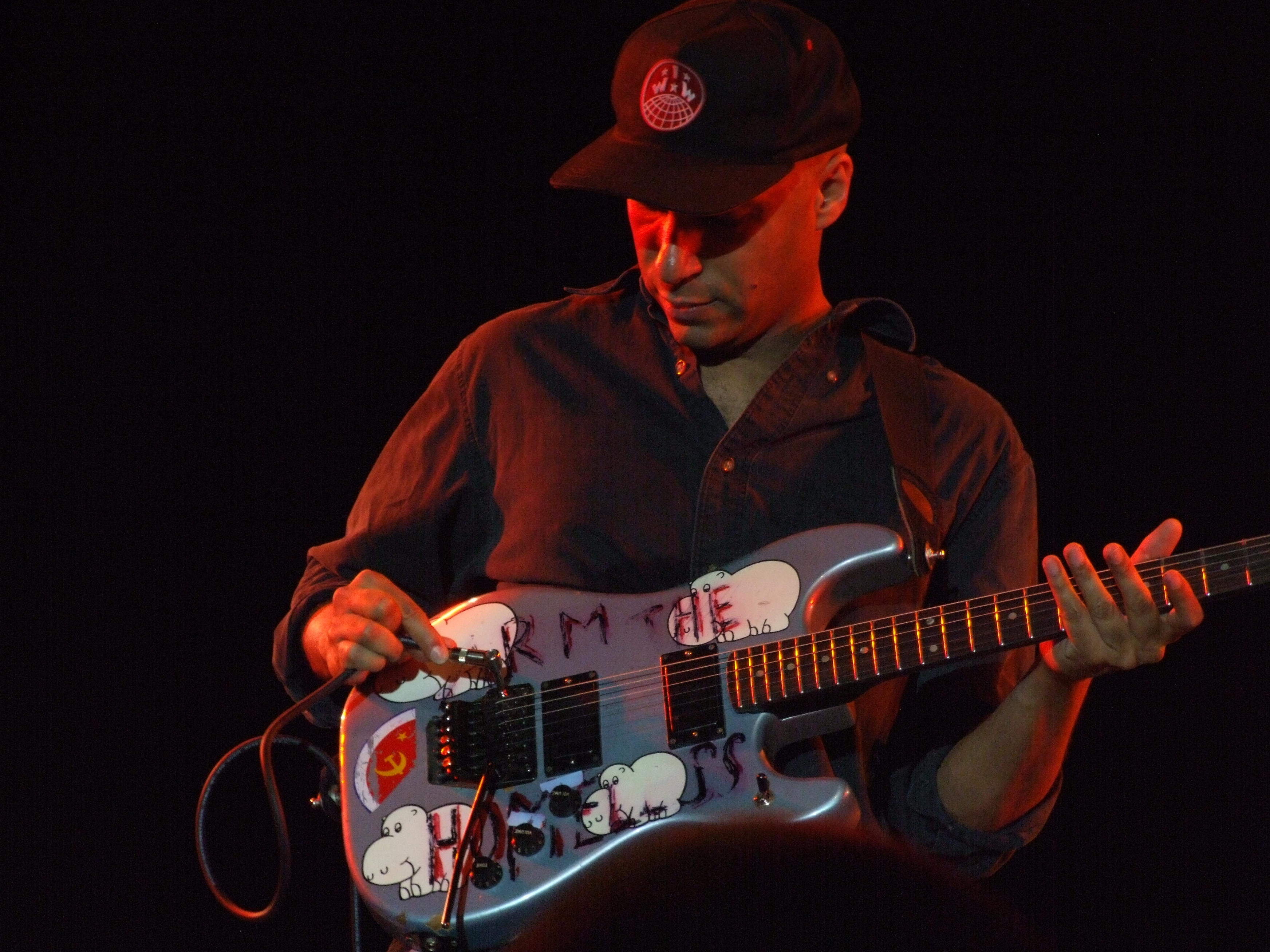
Tom Morello usa o cabo para tocar a guitarra.

As guitarras tendem a ser agressivas e distorcidas, geralmente utilizando pesadas texturas sonoras em vez de riffs cativantes e melódicos, que são características fortes de famosas bandas de rock alternativo, nomeadamente Helmet, White Zombie e Tool. Um dos guitarristas mais populares do gênero, Tom Morello (RATM), é conhecido por simular os efeitos dos DJs de hip hop, sendo chamado de "o filho de Grandmaster Flash e The Voodoo Child".

### Baixo
Como nos seus gêneros originais, o baixo elétrico é o instrumento da seção rítmica (junto com a bateria). As linhas tendem a serem destacadas, utilizando muito a técnica slap, oriunda do funk e até toques de jazz, como feito por Tim Commerford do RATM. Usualmente as bandas utilizam baixos com mais de quatro cordas, que proporcionam um registro mais grave.

### Percussão
A bateria é o instrumento de percussão no rap metal. Na quase totalidade das bandas, elas utilizam um baterista, mas que pode ser substituído em alguns casos por samplers e caixas de ritmos. As baterias tendem a mesclar beats rápidos com um tempo médio, permitindo assim encontrar uma harmonia entre o vocal e o baixo. Alguns grupos e cantores se caracterizam por sua grande rapidez - típica do speed metal, tendo como exemplo Joey Jordison, do Slipknot.

### Turntablism e sampler
O turntablism (DJ) e o sampler são os instrumentos principais nos grupos de rap, e são utilizados na maioria das bandas de rap metal. O DJ cumpre um papel importante ao incorporar solos de turntablism e scractches. São muito utilizados os ritmos a base de samplers, criador por meio de programas para computador.

### Temática
Os temas utilizados neste gênero vão desde o humor, passando por letras cheias de terror e angústia, até, em alguns casos, a política e as condições sociais. Apesar do conteúdo forte tradicional do rap metal, a partir da década de 1990 começaram a surgir bandas com letras estritamente cristãs, algumas alcançado um sucesso considerável, como P.O.D., East West e Thousand Foot Krutch. A parte cômica é a mais escassa, sendo ocasional a sua incorporação. Por sua parte, grupos como R.A.T.M e Clawfinger incluem temáticas antirracistas, sócio-políticas e apolíticas, constituindo um movimento de interesse e crítica musical já utilizado no hip hop alternativo.